# Julian Fałat

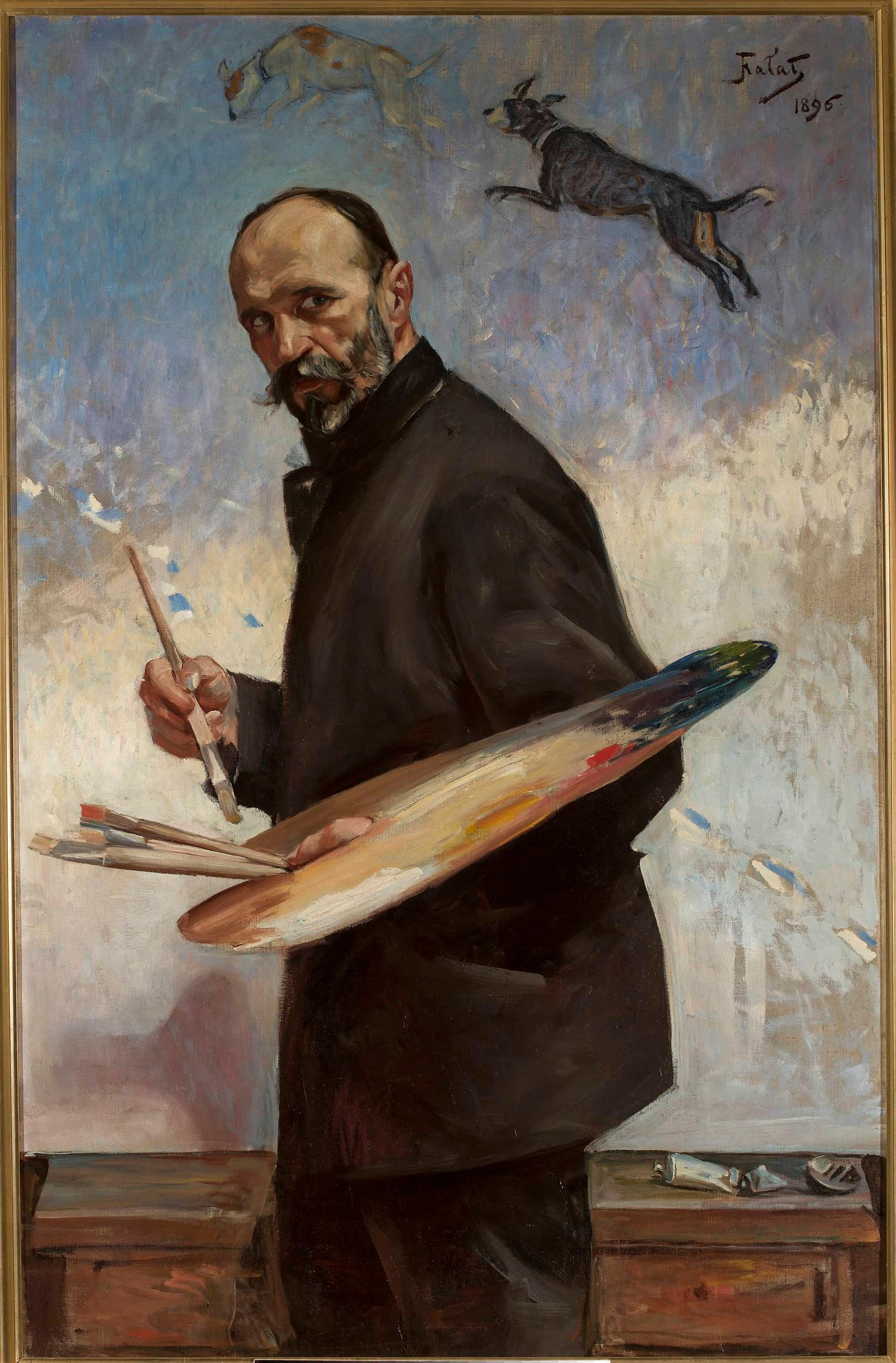
Julian Fałat, Autoportret (1896) Muzeum Narodowe w Warszawie

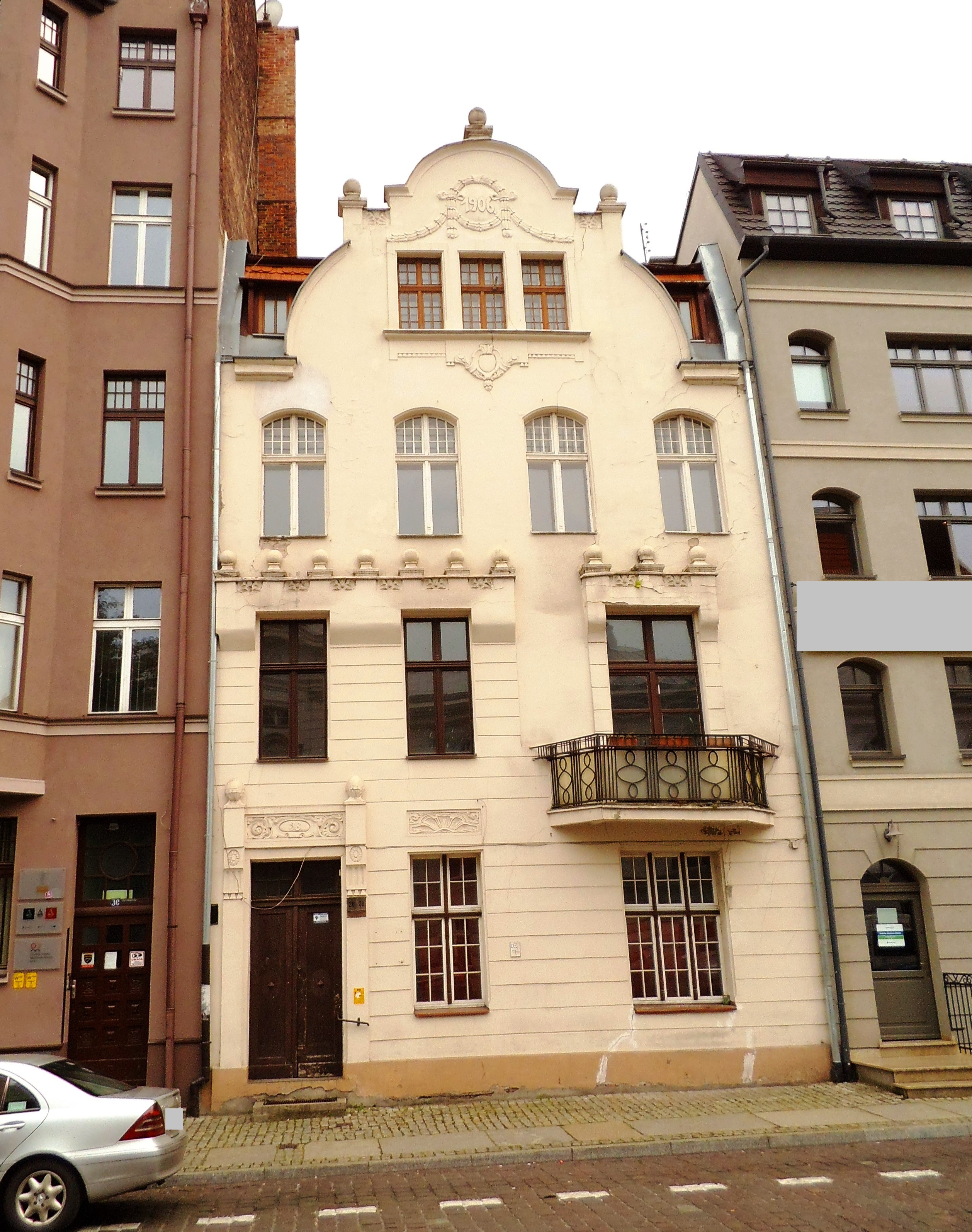
Kamienica przy ul. Fosa Staromiejska 28 w Toruniu, w której w latach 1919-1922 mieszkał Julian Fałat

Julian Fałat (ur. 30 lipca 1853 w Tuligłowach, zm. 9 lipca 1929 w Bystrej) – polski malarz, jeden z najwybitniejszych polskich akwarelistów, przedstawiciel realizmu i impresjonistycznego pejzażu; w latach 1895–1909 rektor Akademii Sztuk Pięknych w Krakowie.

## Życiorys
Wykształcenie artystyczne zdobył dzięki własnym środkom finansowym, bez pomocy rodziny czy stypendiów. Zapisany do szkół między innymi we Lwowie, kilkakrotnie z nich rezygnował. Gimnazjum ukończył w Przemyślu, a w 1869 r. zapisał się do Szkoły Sztuk Pięknych w Krakowie. Nie stać go było na farby olejne, więc zainteresował się malarstwem akwarelowym.
Po ukończeniu studiów wyjechał na rok na daleką Ukrainę, gdzie znalazł zatrudnienie jako rysownik przy wykopaliskach archeologicznych. Pracował później w pracowni architekta Feliksa Gąsiorowskiego w Odessie. Następnie wyjechał na dalsze studia do Zurychu i Monachium (w połowie października 1875 r. zgłosił się do Akademii Sztuk Pięknych – Antikenklasse). Studia przerwał, aby na nie zarobić, i rozpoczął pracę jako technik przy budowie kolei. Studiował do 1880  i w tym okresie malował głównie pejzaże, sceny rodzajowe i portrety.
Następnie wyjechał na rok do Rzymu. Z tego okresu pochodzi obraz Modlący się starzec (1881). W latach 1882–1886 związany był ze środowiskiem artystów warszawskich. Aby móc się utrzymać, wykonywał sceny rodzajowe, np. Obrazki z życia podwórzowego Warszawy, opublikowane w „Kłosach” (1882). W 1884 wyjechał na rok do Hiszpanii, a potem w podróż dookoła świata. Podróż tę dokumentował, wykonując akwarele, z których do dziś przetrwało zaledwie kilka. Po powrocie do Polski w 1887, w malarstwie Fałata pojawiły się sceny myśliwskie. Do bardziej znanych należą Oszczepnicy (1890) i Powrót z polowania na niedźwiedzia (1892). Przedstawiał zwierzęta – jelenie, sarny, a od 1891 także łosie. Jest autorem zimowego pejzażu w panoramie Berezyna, który w 1907 roku Kossakowie pocięli na części.
W latach 1886–1895 pracował na dworze cesarza Wilhelma II w Berlinie. Zdobywał medale na wystawach w Berlinie, Monachium i Wiedniu. W kwietniu 1895 został dyrektorem krakowskiej Szkoły Sztuk Pięknych, w której przeprowadził reformę, wprowadzając nowych profesorów. Powołana została katedra pejzażu, którą objął Jan Stanisławski. Był jednym z założycieli Towarzystwa Artystów Polskich „Sztuka”.
W 1900 r. Julian Fałat ożenił się z Włoszką Marią Luizą Comello Stuckenfeld, z którą doczekał się trojga dzieci: Heleny (późniejsza żona aktora Igo Syma), Kazimierza i Lucjana. Do swego dorobku artystycznego dołączył w tym czasie pejzaż zimowy – najwcześniejszy stworzył w 1902 roku, najpóźniejszy nosi datę 1913 r. Fałat malował także motywy krakowskie – widoki na mury miejskie, obserwowane z okien pracowni w różnych porach dnia (np. „Autoportret na tle panoramy Krakowa z pracowni” z 1903). Często odwiedzał Zakopane, uwieczniając przy tym pejzaże górskie (Dolina Kościeliska, 1894; Pod Nosalem, 1909). W 1902 zbudował willę z pracownią w Bystrej, a w 1910, po rezygnacji ze stanowiska rektora ASP, zamieszkał tam na stałe (obecnie: Fałatówka). 27 stycznia 1919, w czasie agresji czechosłowackiej na Śląsk Cieszyński, zgłosił się na ochotnika do wojska polskiego. Służył jako pomocnik w sztabie dywizjonu 2 Pułku Szwoleżerów Rokitniańskich, stacjonującym w Pierśćcu.
Po odzyskaniu niepodległości przez Polskę, włączył się w odbudowę narodowego życia kulturalnego. W latach 1919–1922 mieszkał w Toruniu, gdzie kupił dom przy pl. Teatralnym 42 (obecnie Fosa Staromiejska 28), który stał się ośrodkiem życia kulturalnego tego miasta. Zbierali się tam artyści, dyplomaci i ludzie kultury z Torunia i z kraju. Po śmierci syna Lucjana, przekazał swój dom Pomorskiemu Towarzystwu Opieki nad Dziećmi. Został współzałożycielem i „pierwszym majstrem” (prezesem) Konfraterni Artystów. Podczas czwartkowych spotkań rodziły się kolejne ważne inicjatywy, np. Pomorskie Towarzystwo Muzyczne, Konserwatorium Muzyczne, Towarzystwo Przyjaciół Sztuk Pięknych. Uczestniczył w posiedzeniach rady miejskiej, gdy dyskutowano o sprawach kultury; zasiadał w komitetach honorowych, swym autorytetem wspierał różne akcje społeczne. Malował krajobrazy nadwiślańskie i zakątki Torunia. Do końca życia pozostał majstrem Konfraterni i był związany z Toruniem. Obejmował stanowisko dyrektora Departamentu Sztuki w gabinecie ministra Antoniego Ponikowskiego. Organizował wystawy retrospektywne w Krakowie i Warszawie w 1925 roku.
Został pochowany w grobie rodzinnym na cmentarzu w Bystrej.

## Narzędzia pracy
Fałat miał w swojej pracy wykorzystywać fotorewolwer Brandla.

## Ważniejsze dzieła
- Popielec, 1881
- Modlący się starzec, 1881
- Naganka na polowaniu w Nieświeżu, 1891 (obraz skradziony podczas II wojny światowej z warszawskiego Towarzystwa Zachęty Sztuk Pięknych, odnaleziony na aukcji w Nowym Jorku w 2006 r., rewindykowany do Polski w 2011)[4][5]
- Chłopiec z brzoskwiniami, 1882
- Świteź, 1888
- Przejście Napoleona przez Berezynę (Odwrót spod Berezyny), 1890
- Powrót z niedźwiedziem, 1892
- Cmentarz Montmartre w Paryżu, 1893, Muzeum Narodowe w Krakowie
- Widok Krakowa, 1896, Muzeum Śląskie w Katowicach
- Kraków rankiem, 1897
- Przed polowaniem w Rytwianach, II poł. lat 90. XIX wieku (obraz skradziony podczas II wojny światowej z warszawskiego Towarzystwa Zachęty Sztuk Pięknych, odnaleziony na aukcji w Nowym Jorku w 2006 r., rewindykowany do Polski w 2011)[5][6]
- Berezyna, 1907
- Śnieg, 1907

## Ordery i odznaczenia
- Krzyż Komandorski z Gwiazdą Orderu Odrodzenia Polski (10 listopada 1928)[7][8][9]
- Krzyż Komandorski Orderu Odrodzenia Polski (2 maja 1923)[10][11]
- Krzyż Komandorski Orderu Franciszka Józefa (Austro-Węgry, 1908)[12]
- Order Korony Żelaznej III klasy (Austro-Węgry, 1900)[13]

## Upamiętnienie
- Jego imieniem nazwano w Polsce 61 ulic, m.in. w Krakowie, Toruniu, Tarnowie, Bydgoszczy, Koszalinie, Słupsku[14], Skarżysku-Kamiennej, Lublinie, Bystrej, Warszawie, Bytomiu i Szczecinie.
- Ławeczka Juliana Fałata w Bystrej, odsłonięta 23 września 2017[15]

## Galeria

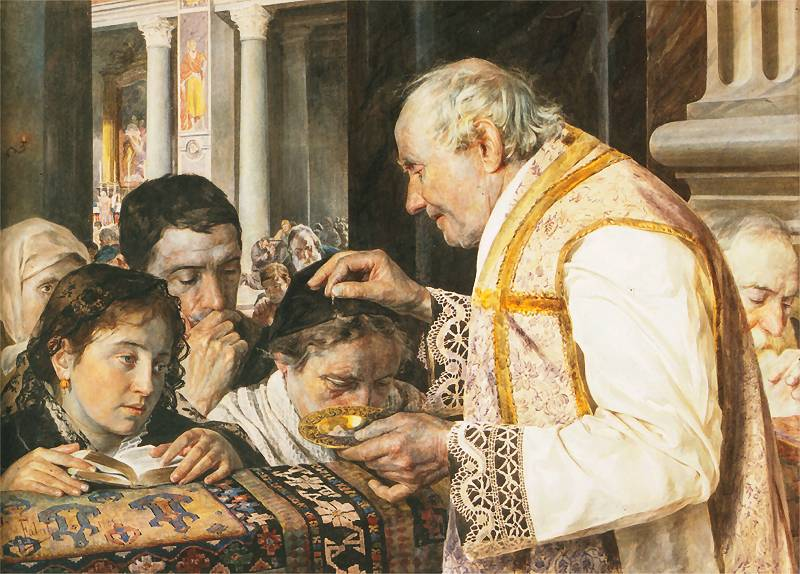
Popielec, 1881
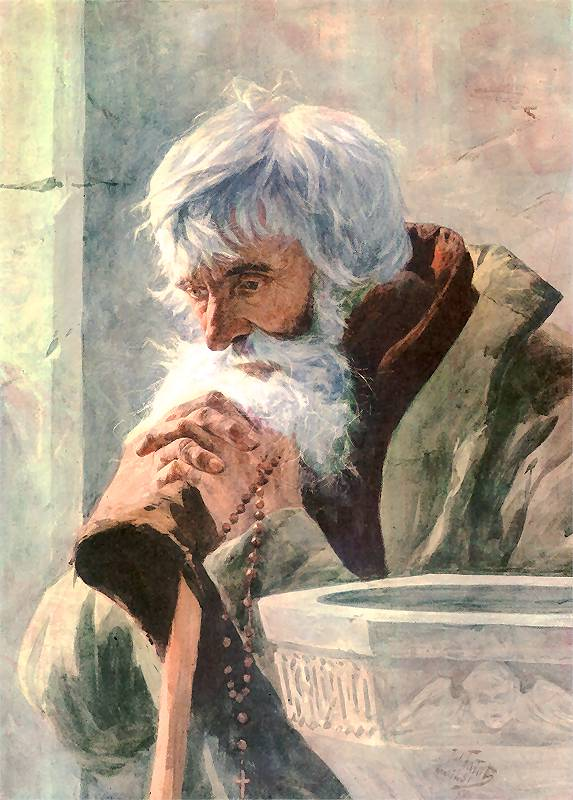
Modlący się starzec, 1881
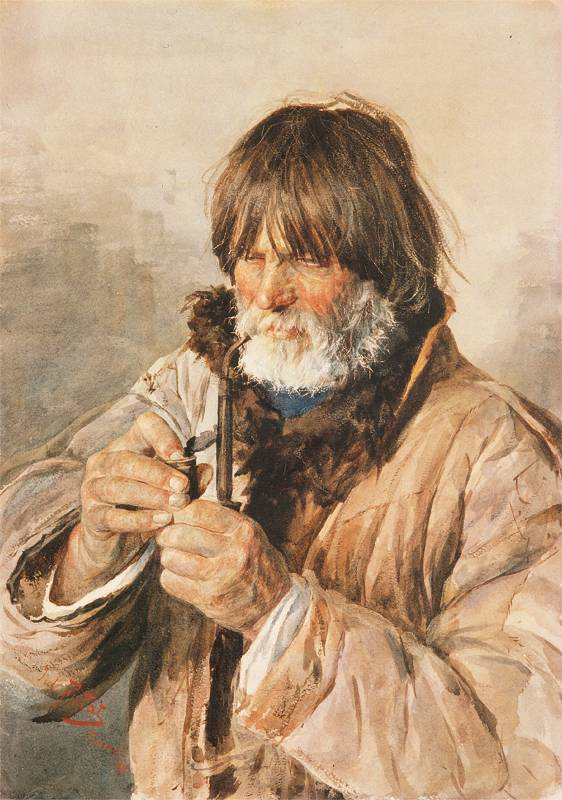
Portret mężczyzny z fajką, 1881
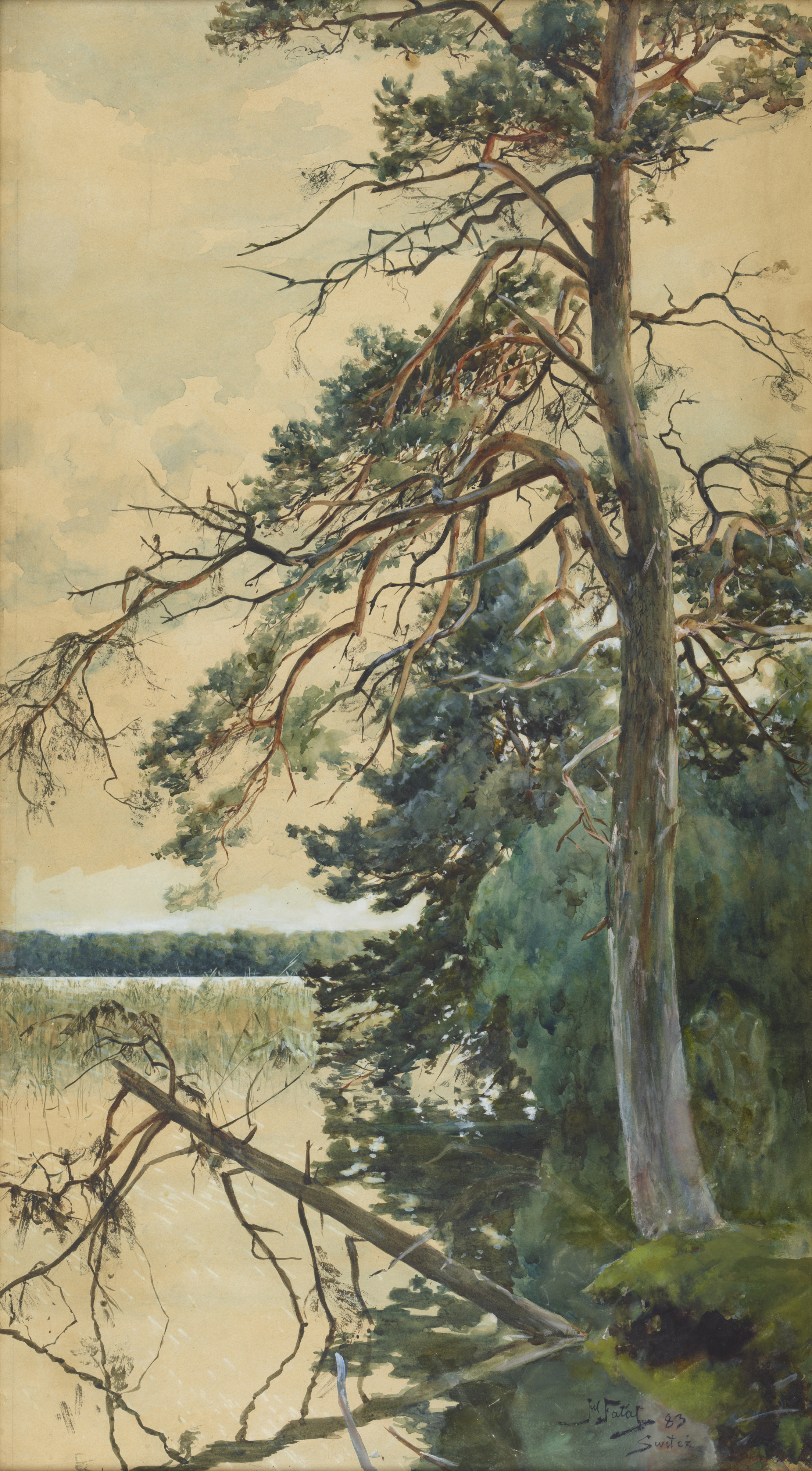
Świteź, 1883, Muzeum Narodowe w Krakowie
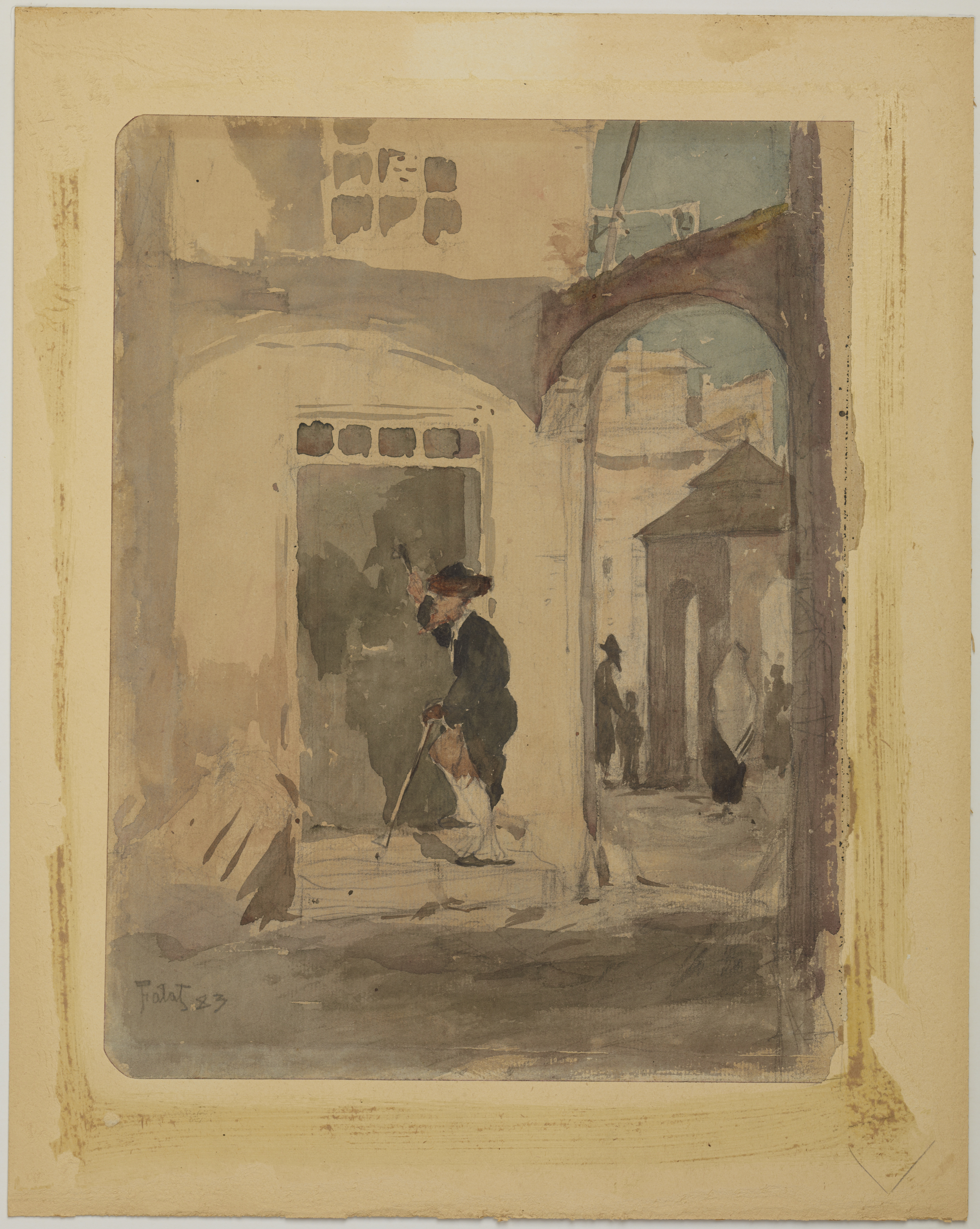
Szames stukający w drzwi, 1883, Muzeum Narodowe w Krakowie
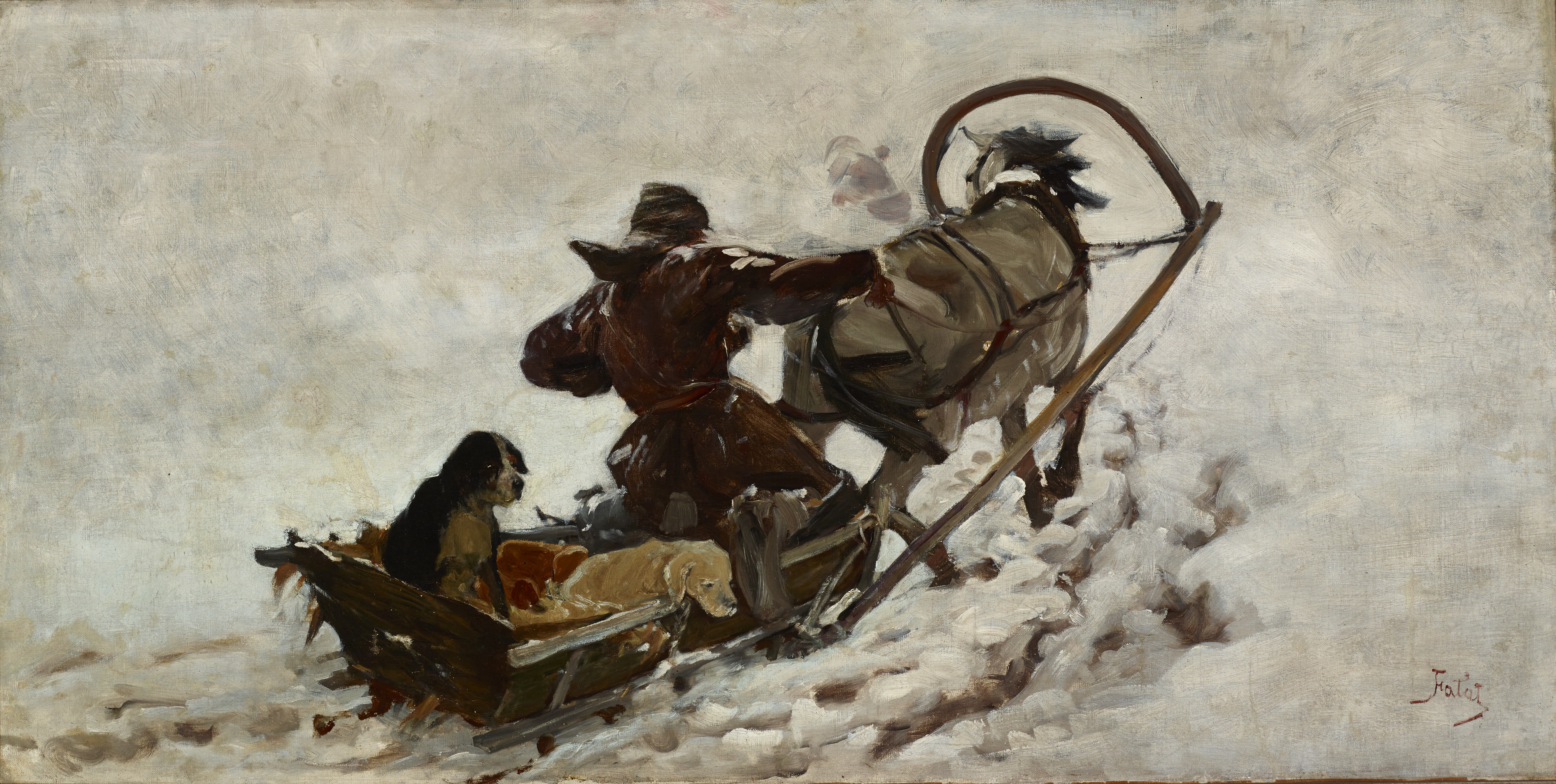
Psy na polowaniu, 1886
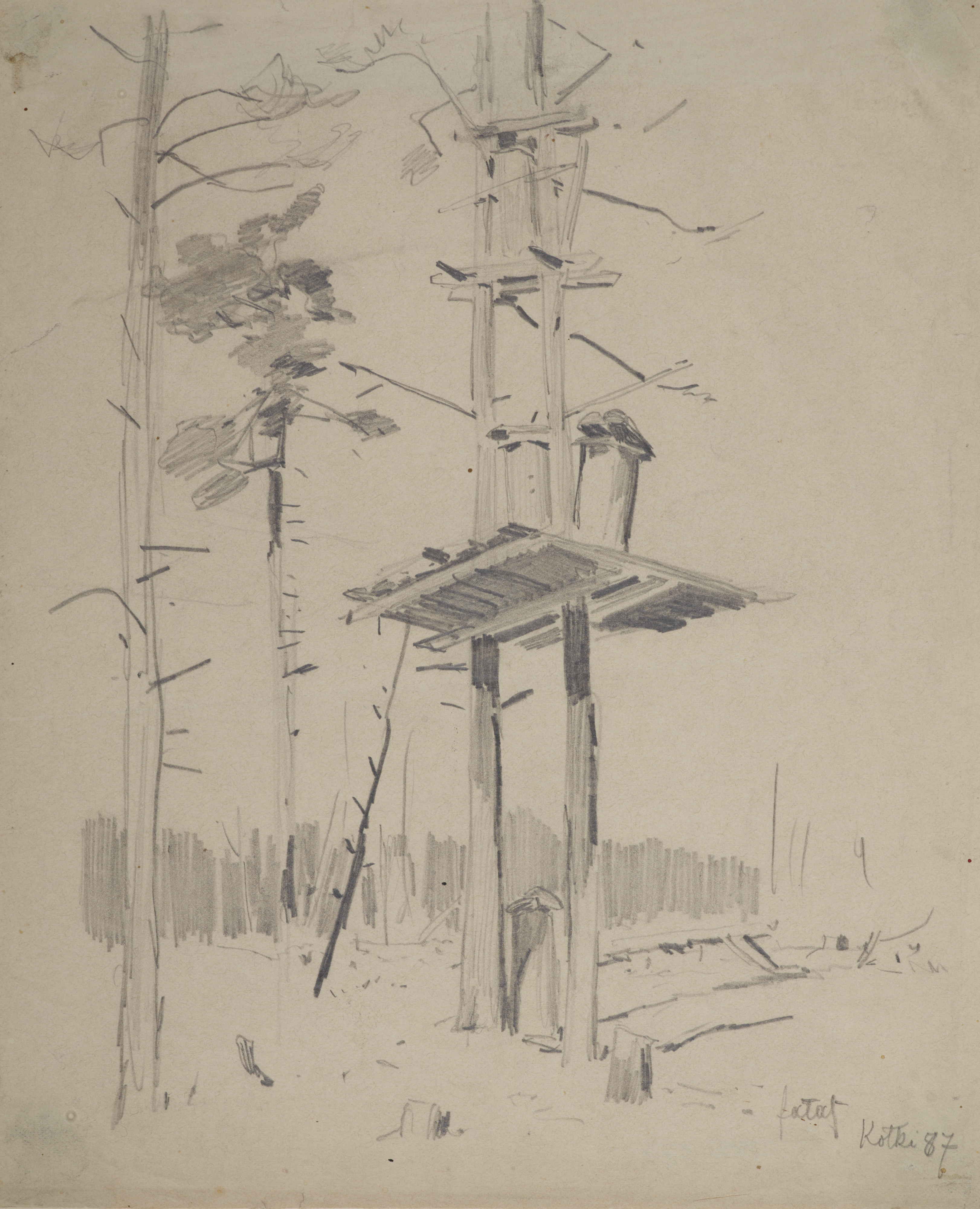
Ule na rusztowaniu, 1887, Muzeum Narodowe w Krakowie
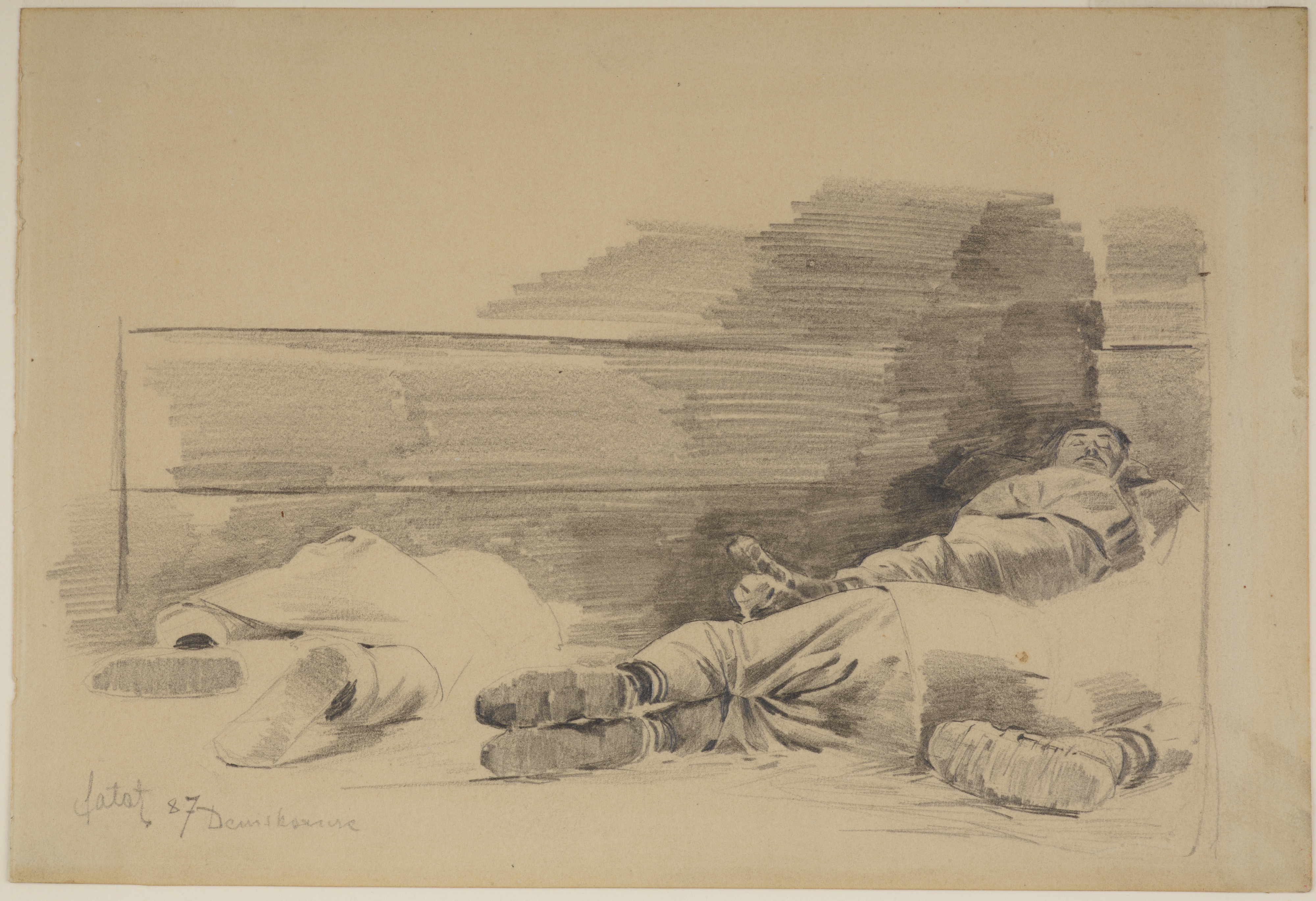
Śpiący Poleszucy, 1887, Muzeum Narodowe w Krakowie
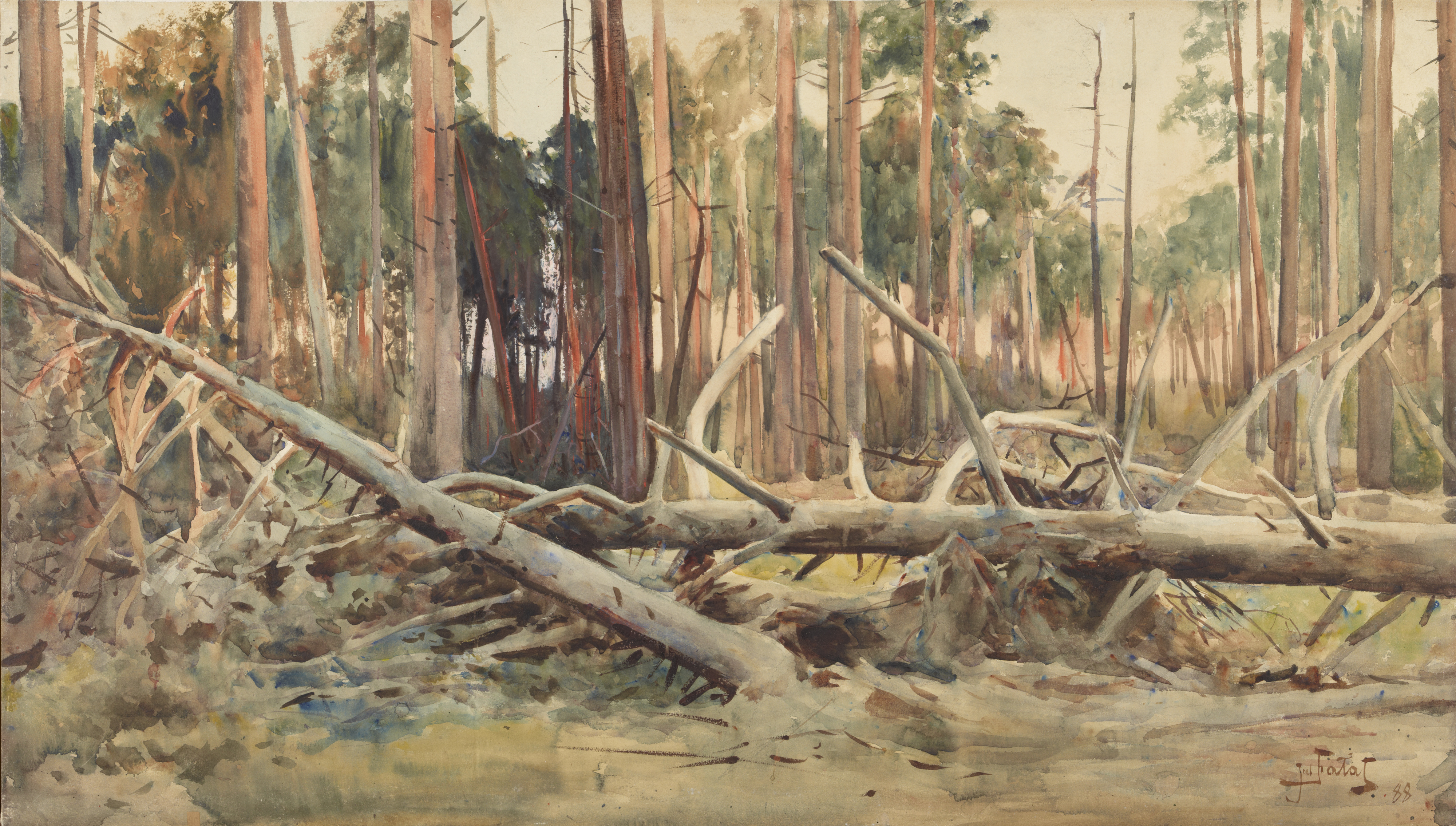
Las sosnowy, 1888, Muzeum Narodowe w Krakowie
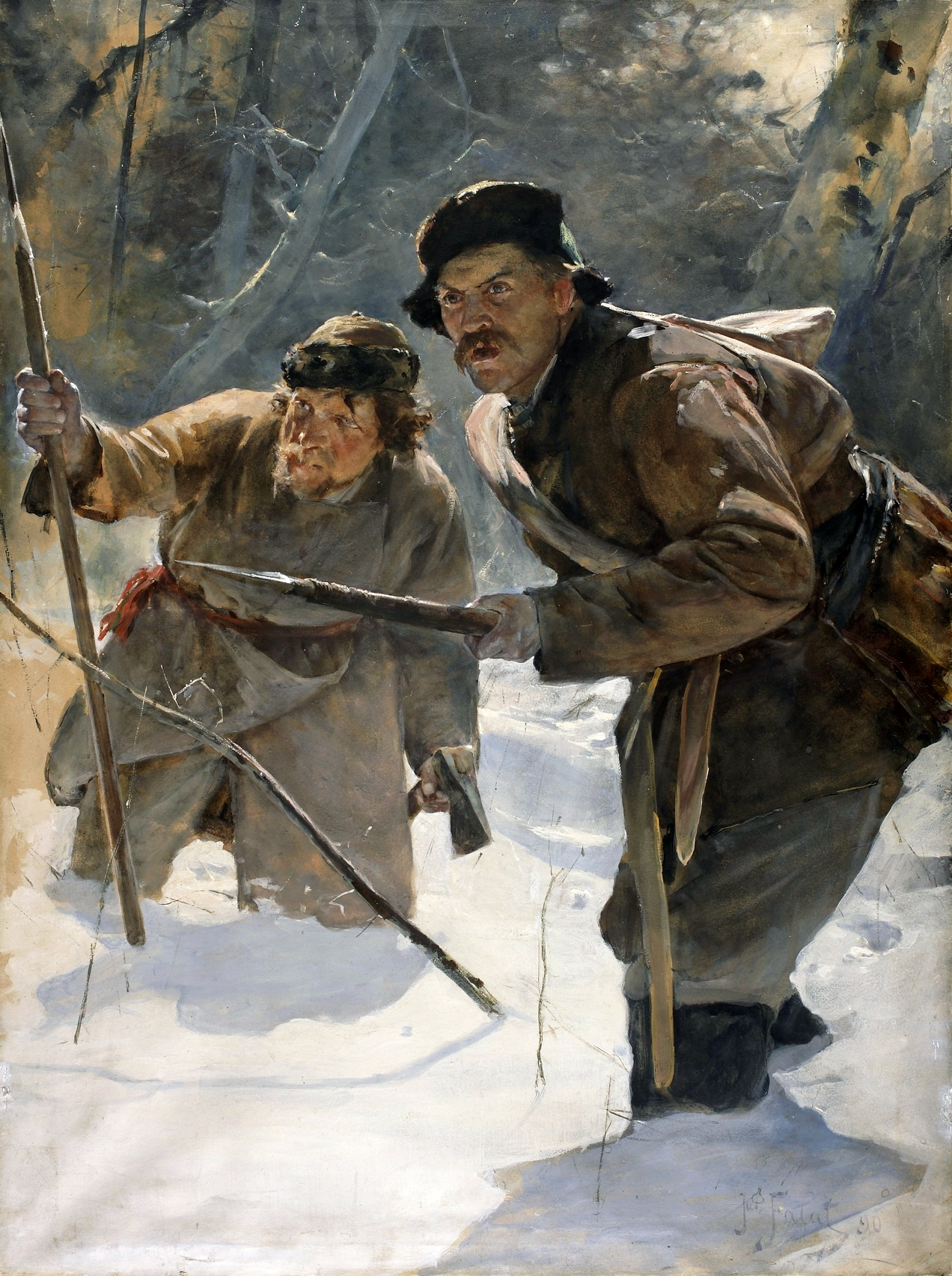
Oszczepnicy (Polowanie na niedźwiedzia), 1890
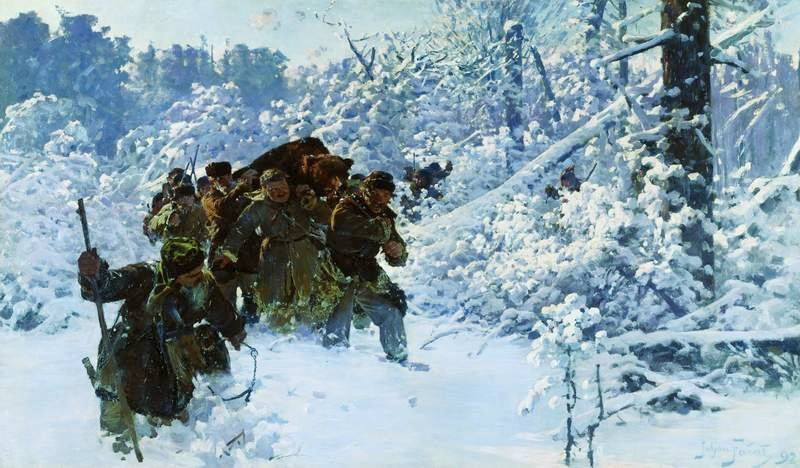
Powrót z niedźwiedziem, 1892
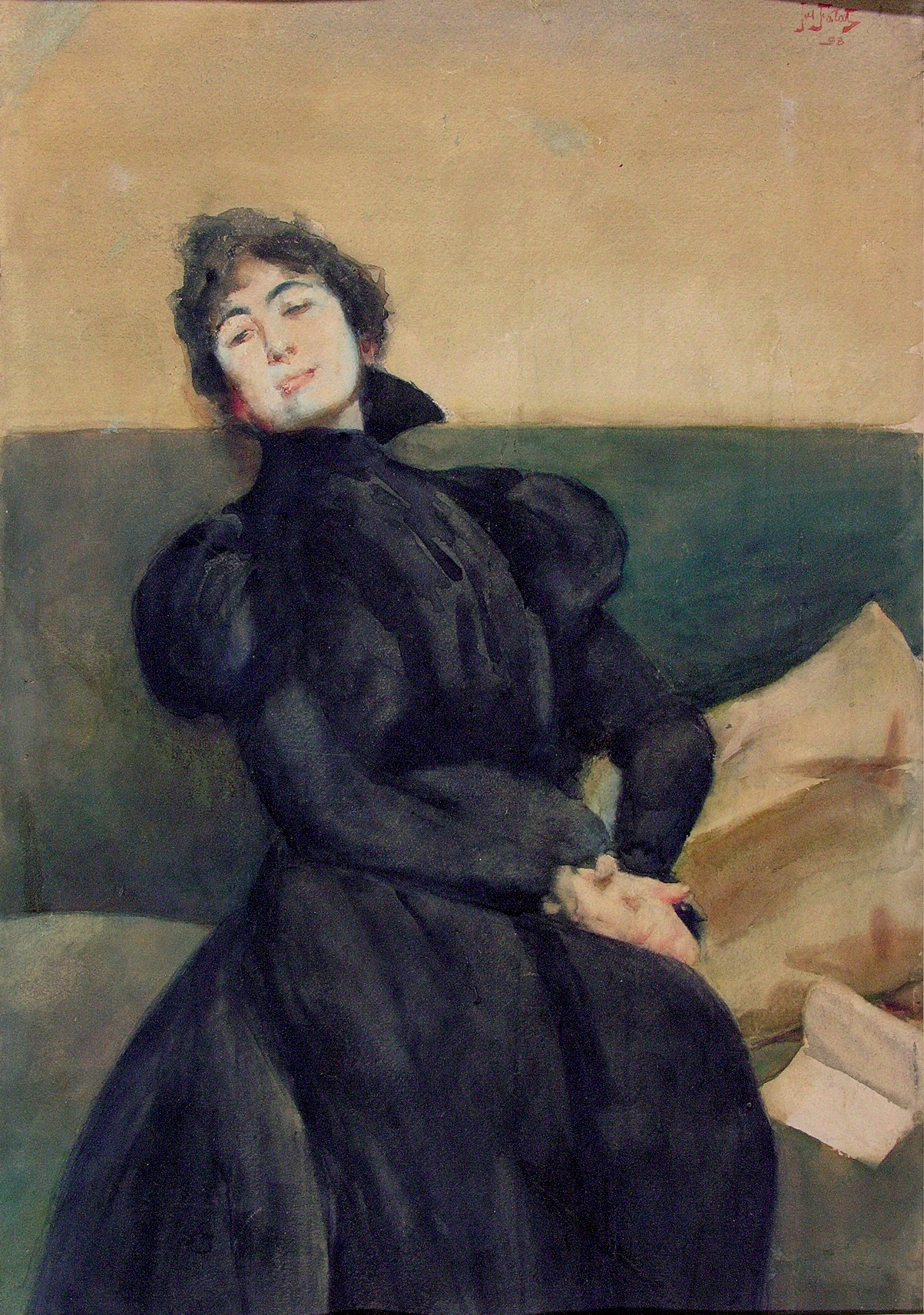
Portret Gabrieli Zapolskiej, 1898
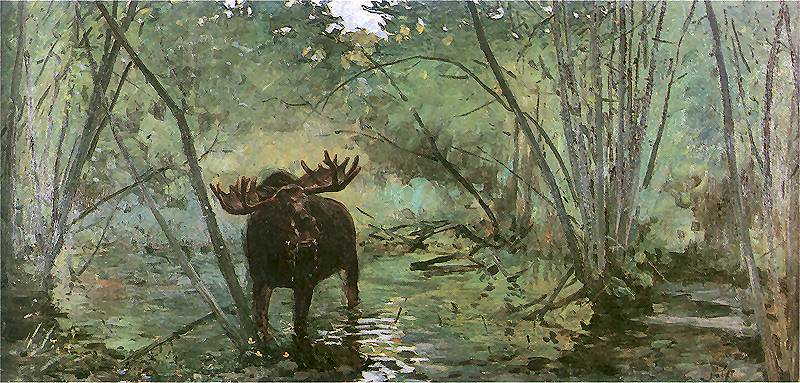
Łoś, 1899
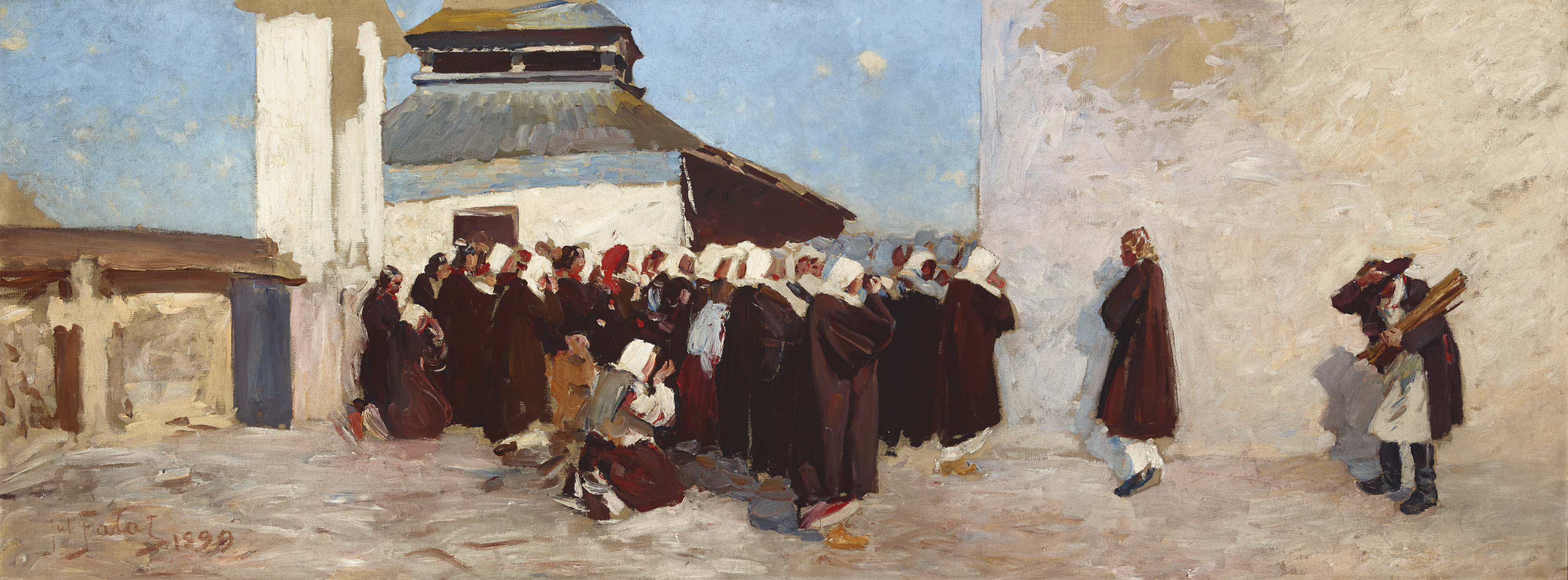
Przed cerkwią, 1899
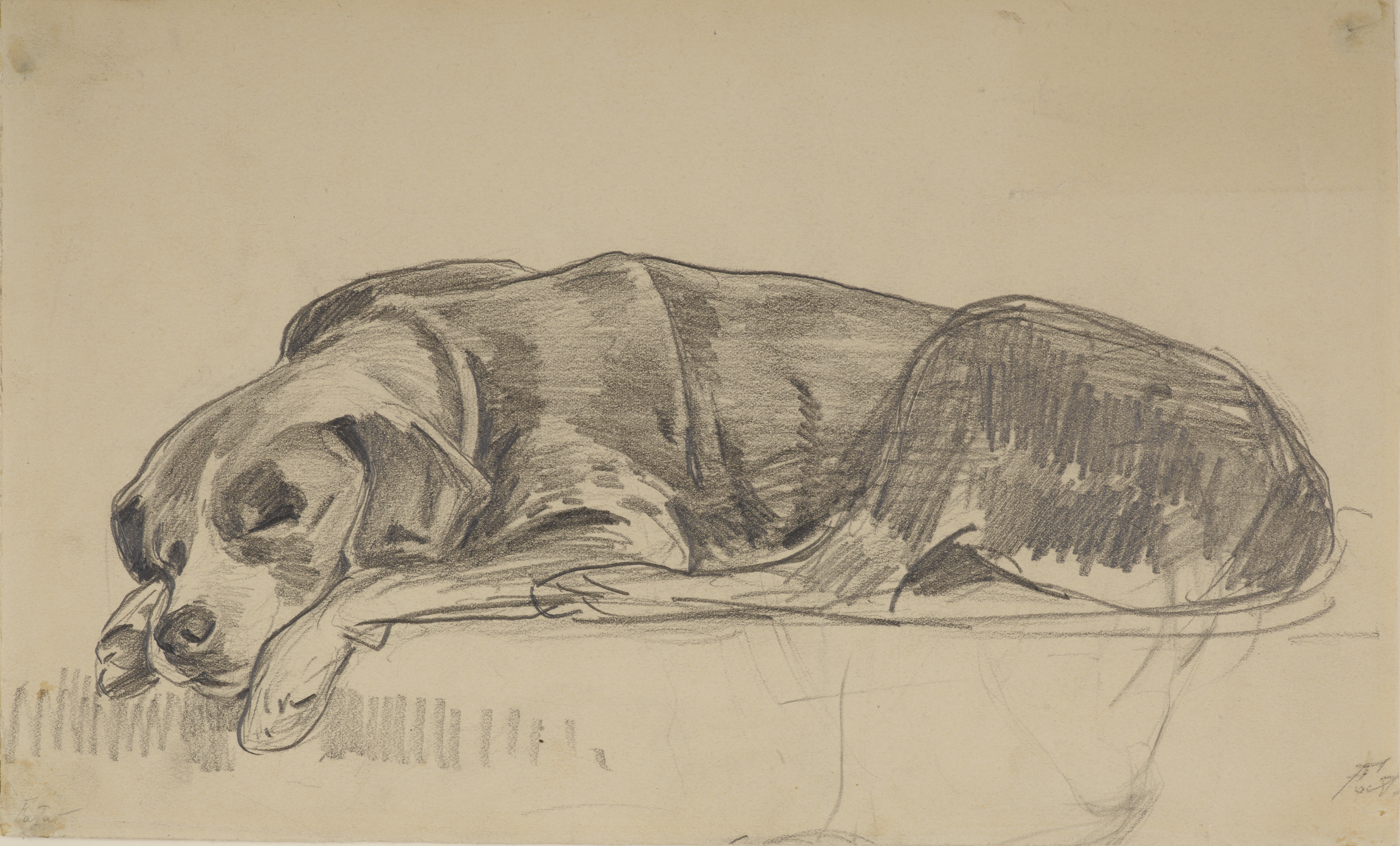
Śpiący pies, 1900–1906, Muzeum Narodowe w Krakowie
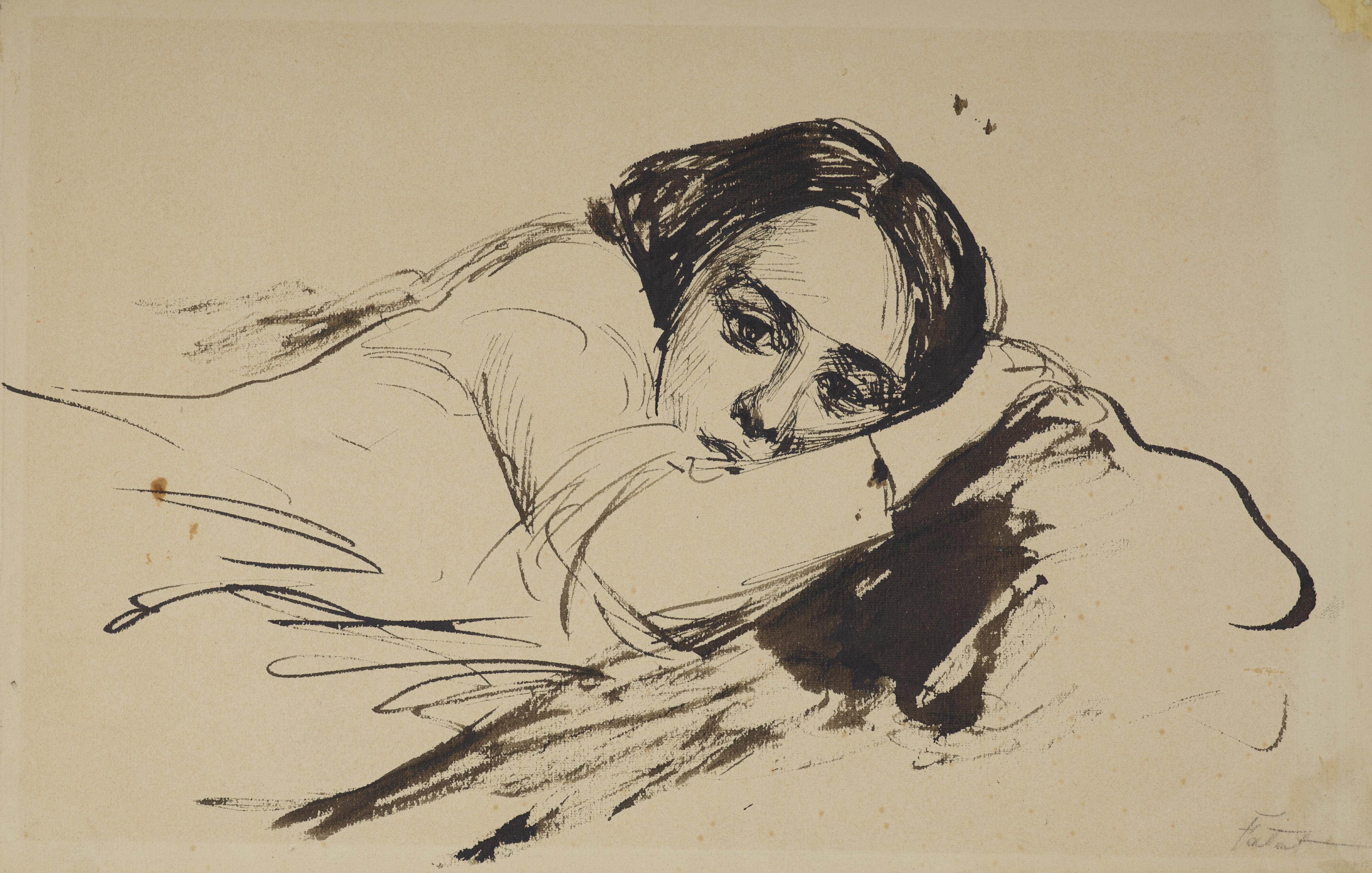
Portret leżącej kobiety, w ujęciu en face, 1900–1906, Muzeum Narodowe w Krakowe
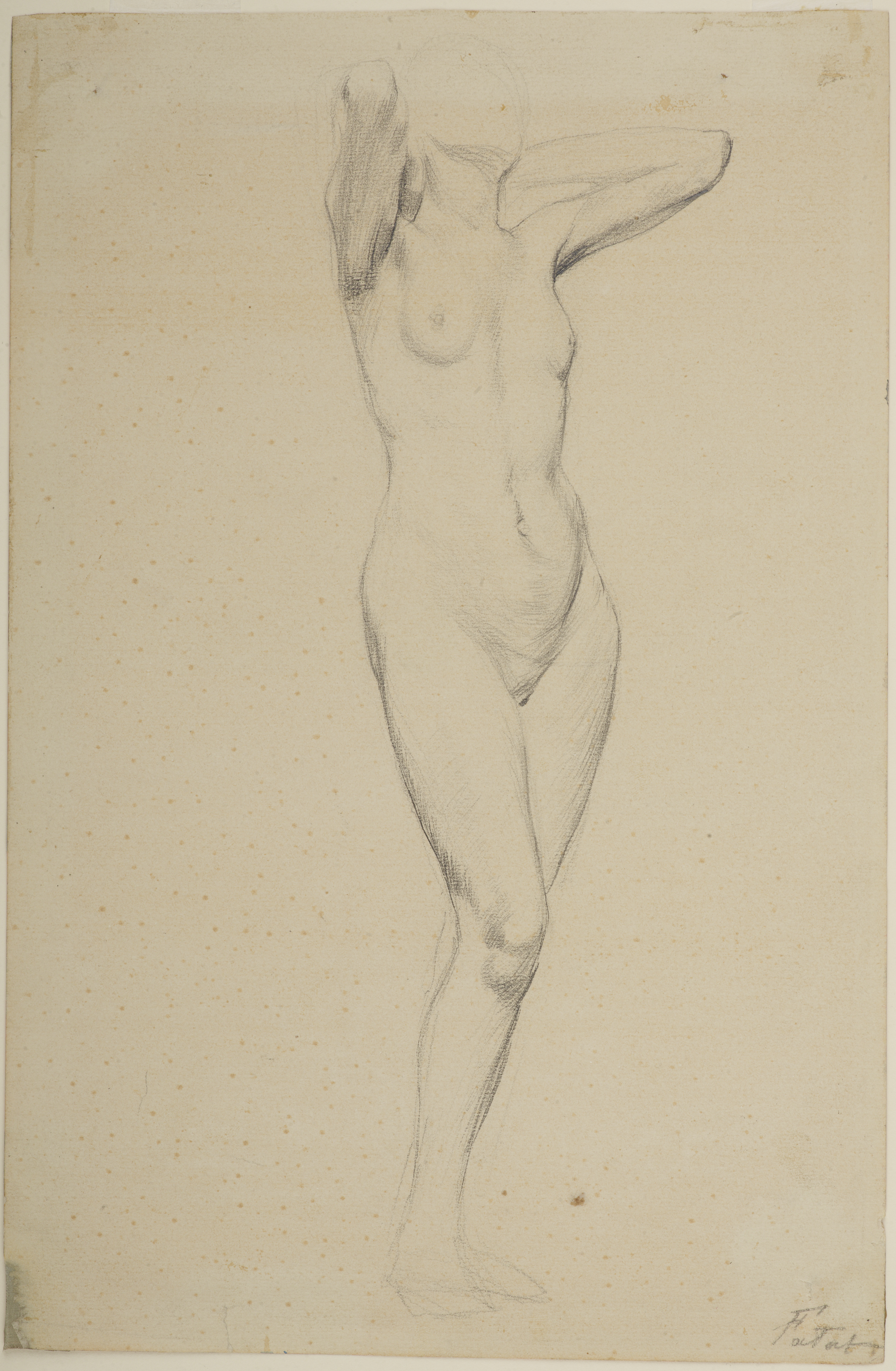
Akt stojącej kobiety z rękami splecionymi za głową, 1900–1906, Muzeum Narodowe w Krakowie
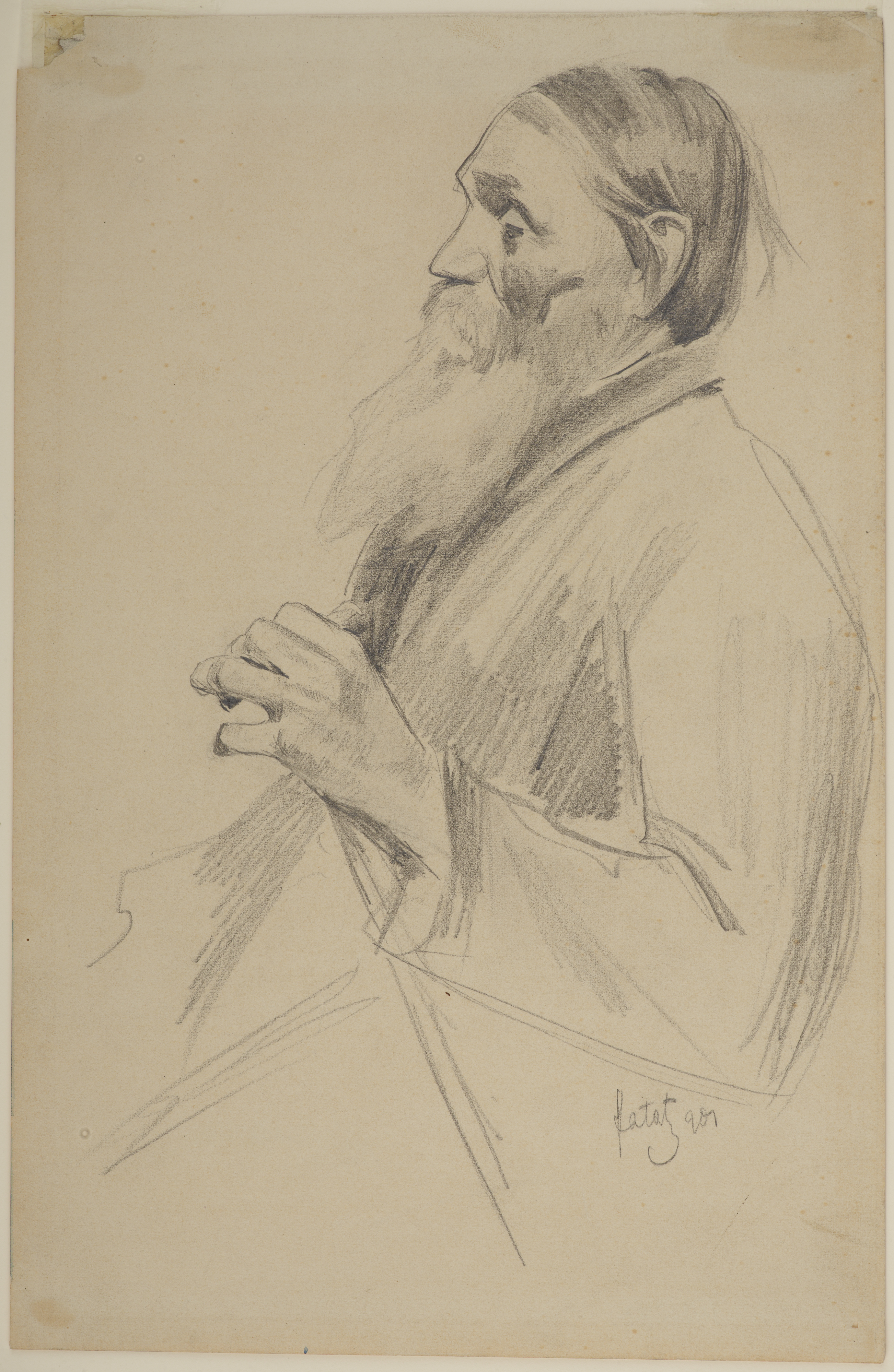
Studium starca z brodą, z profilu, 1901, Muzeum Narodowe w Krakowie
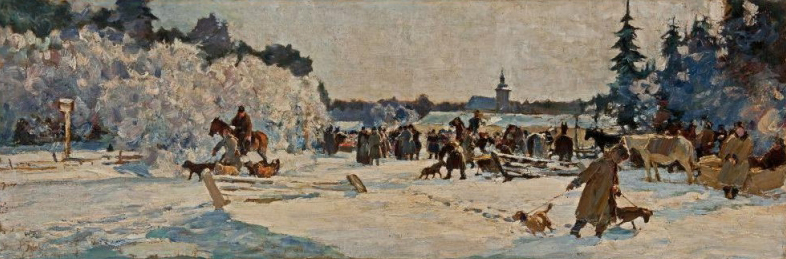
Przed polowaniem w Rytwianach, 1901
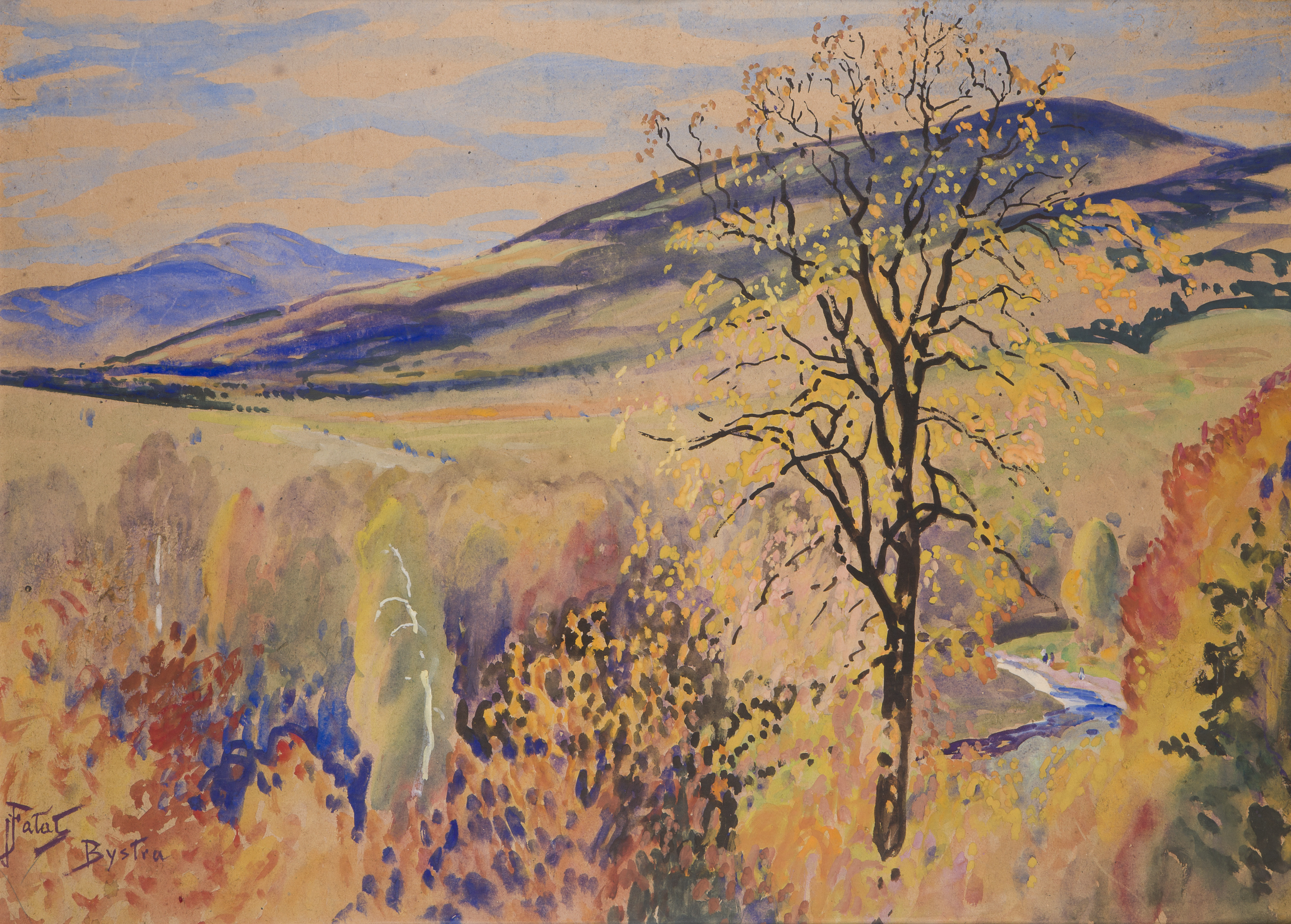
Pejzaż jesienny z Bystrej, 1902
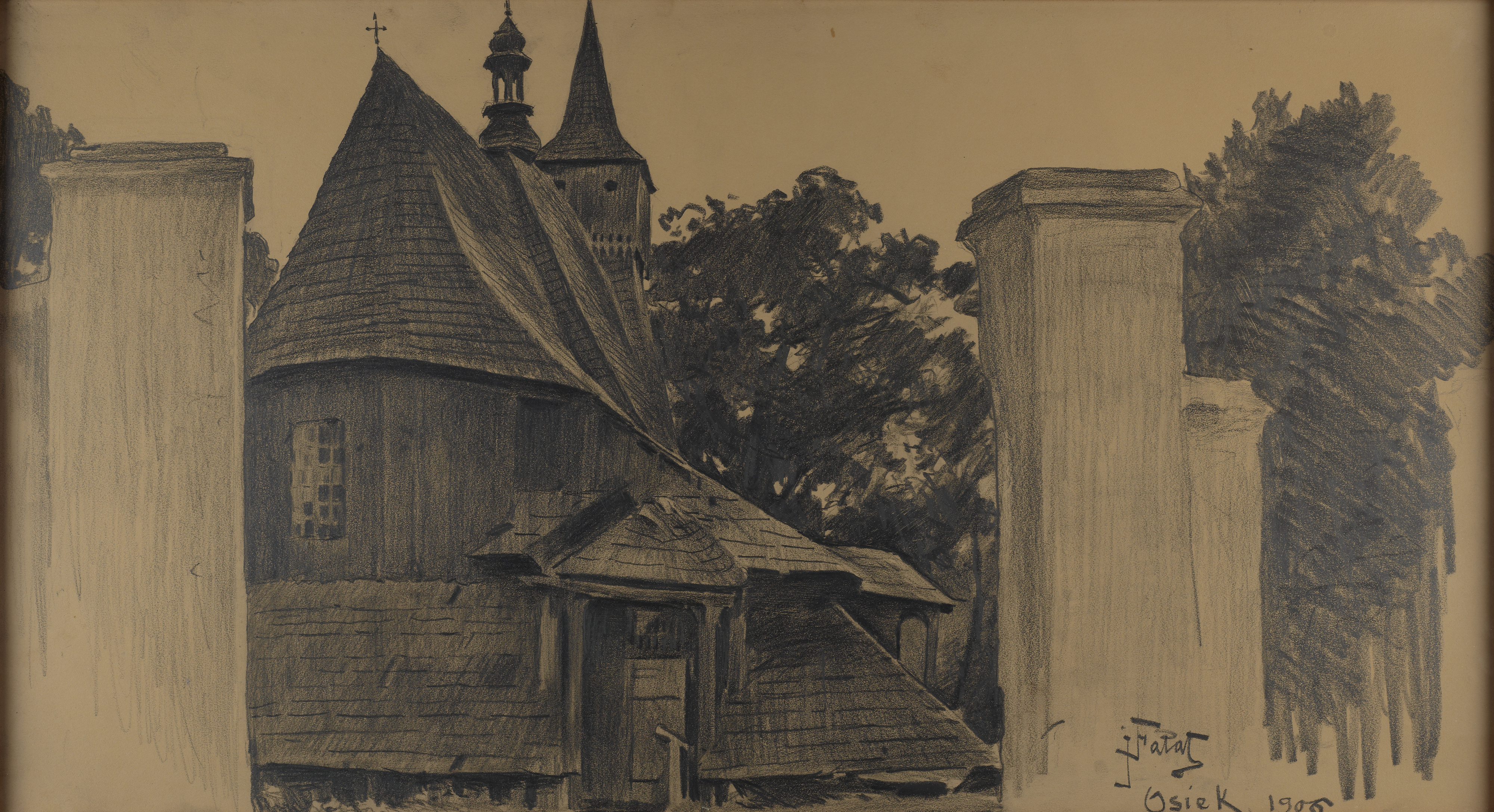
Kościół w Osieku, 1904, Muzeum Narodowe w Krakowie
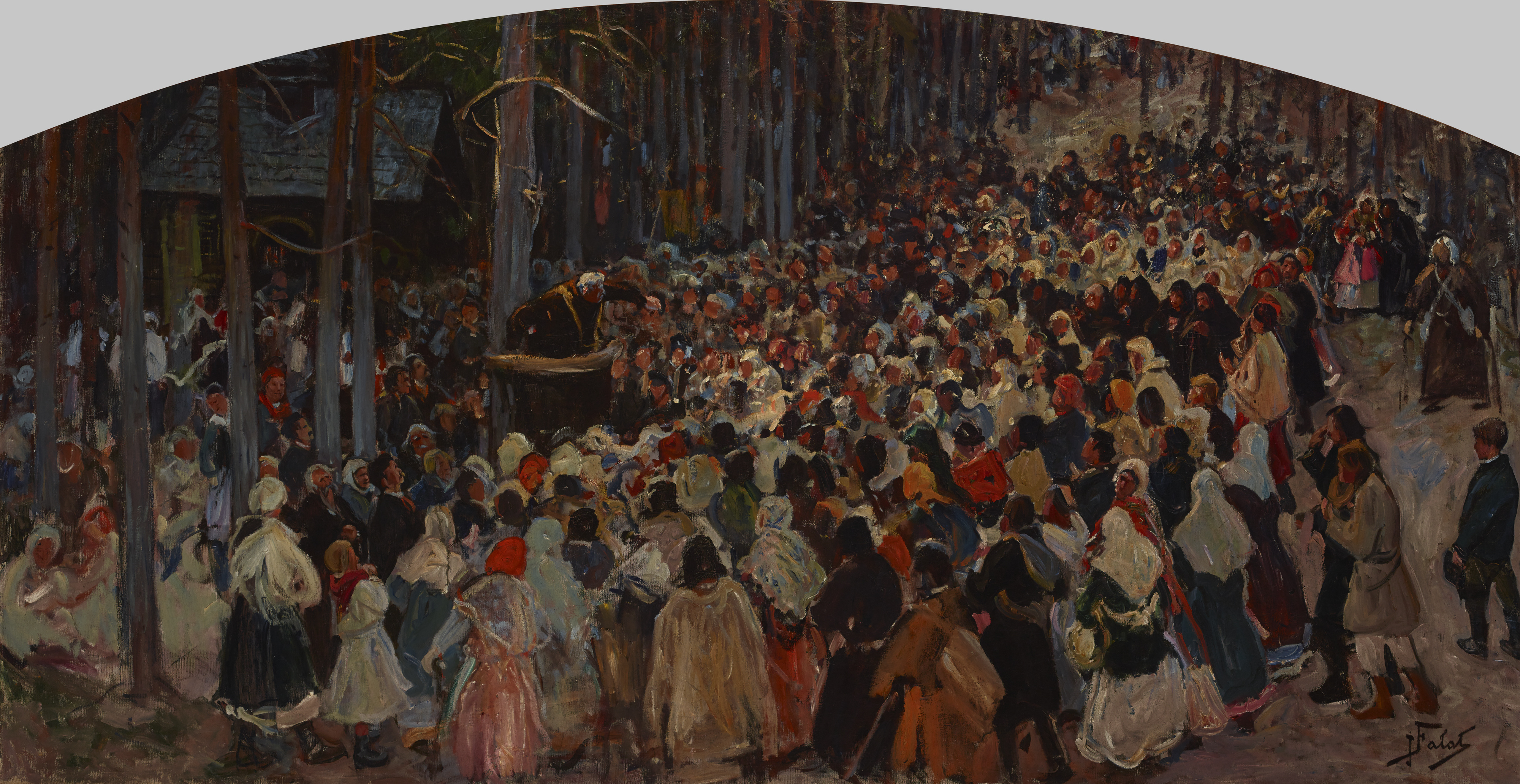
Kazanie na odpuście w Kalwarii, 1906, Muzeum Narodowe w Krakowie
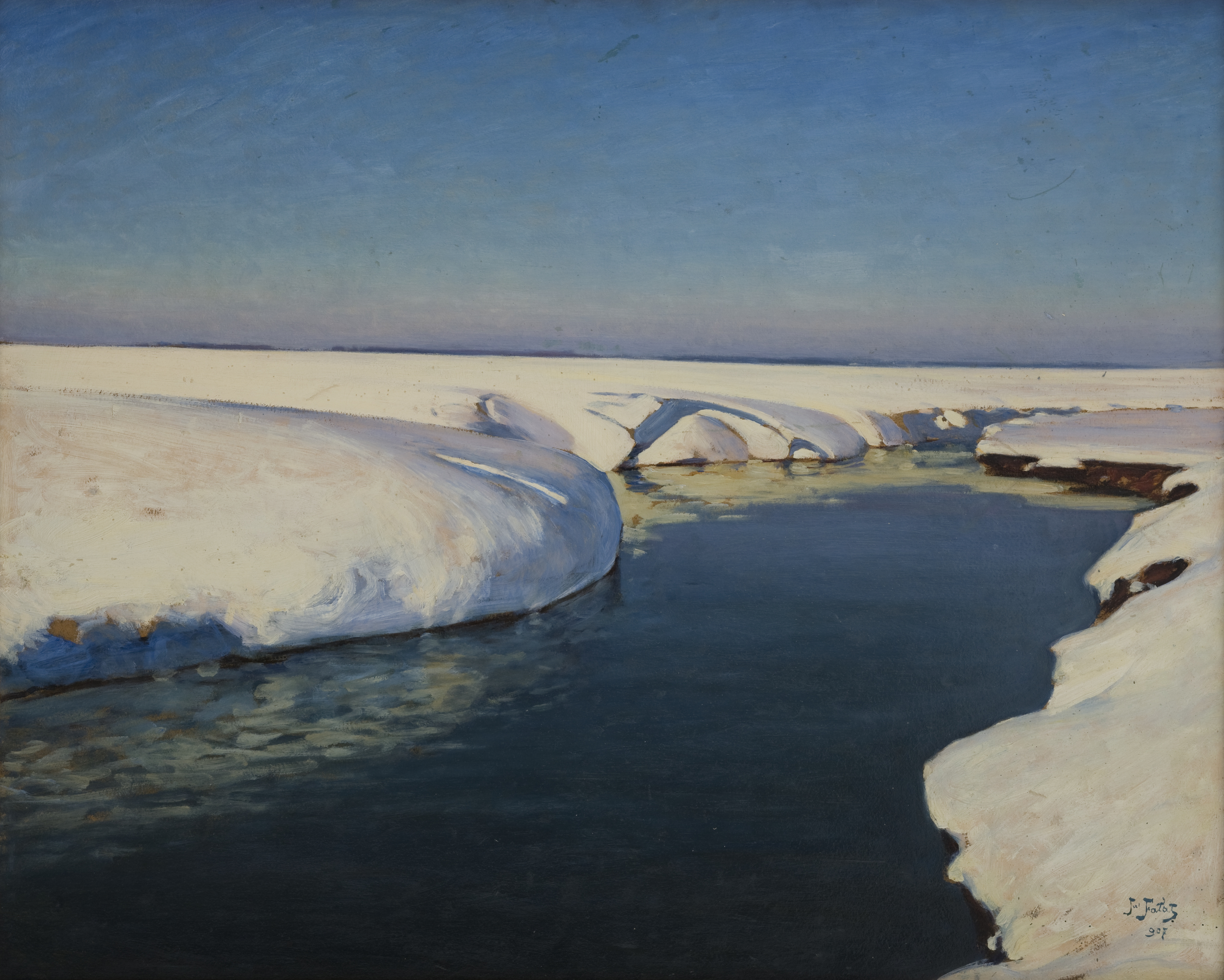
Śnieg, 1907
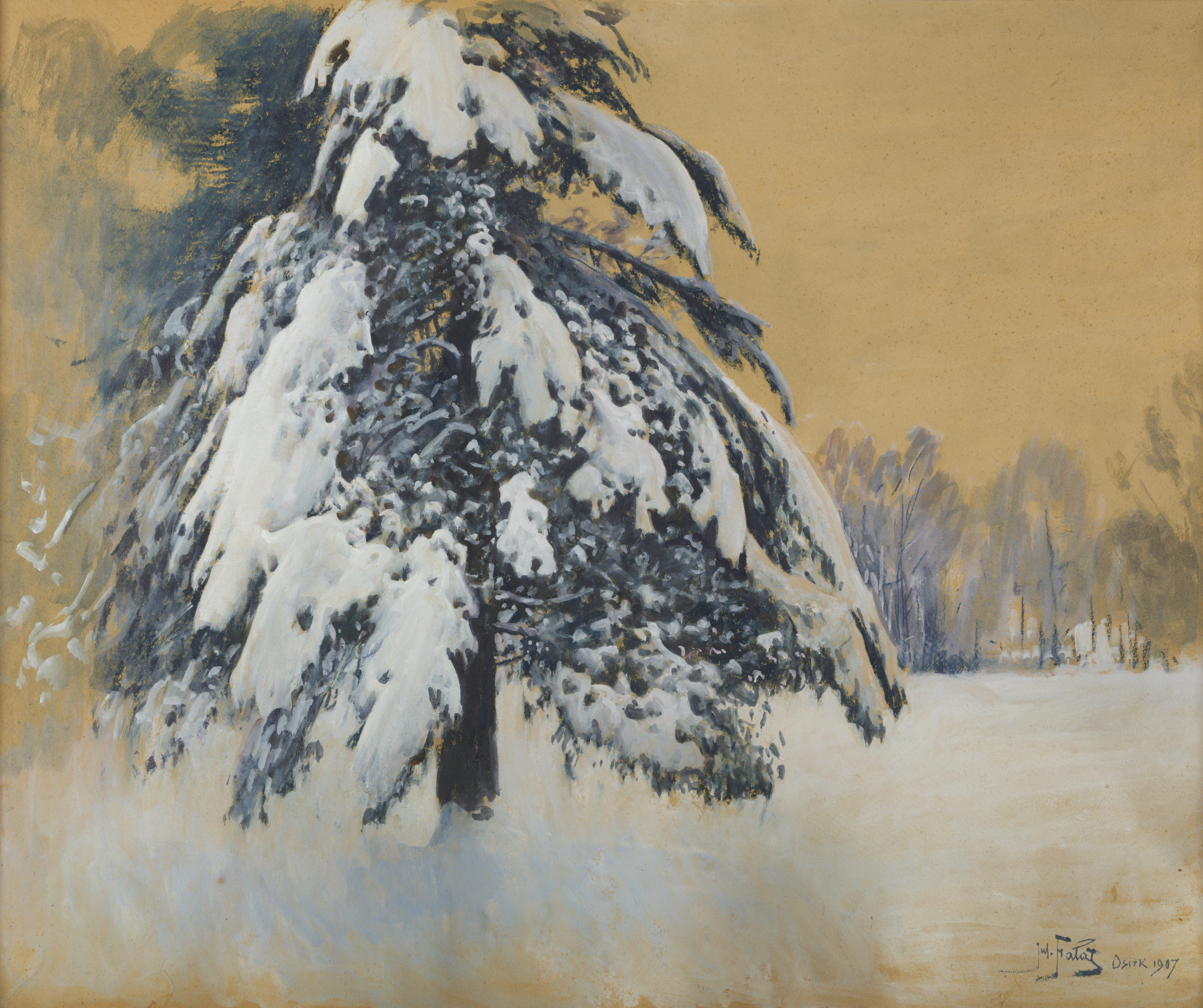
Okiść, 1907
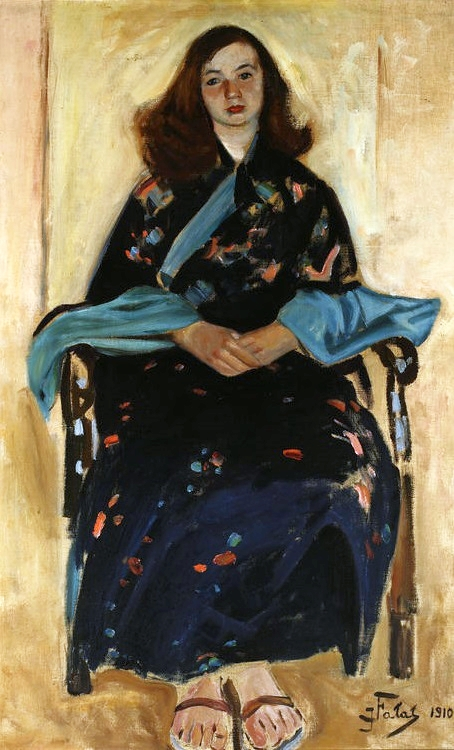
Kobieta w kimonie, 1910
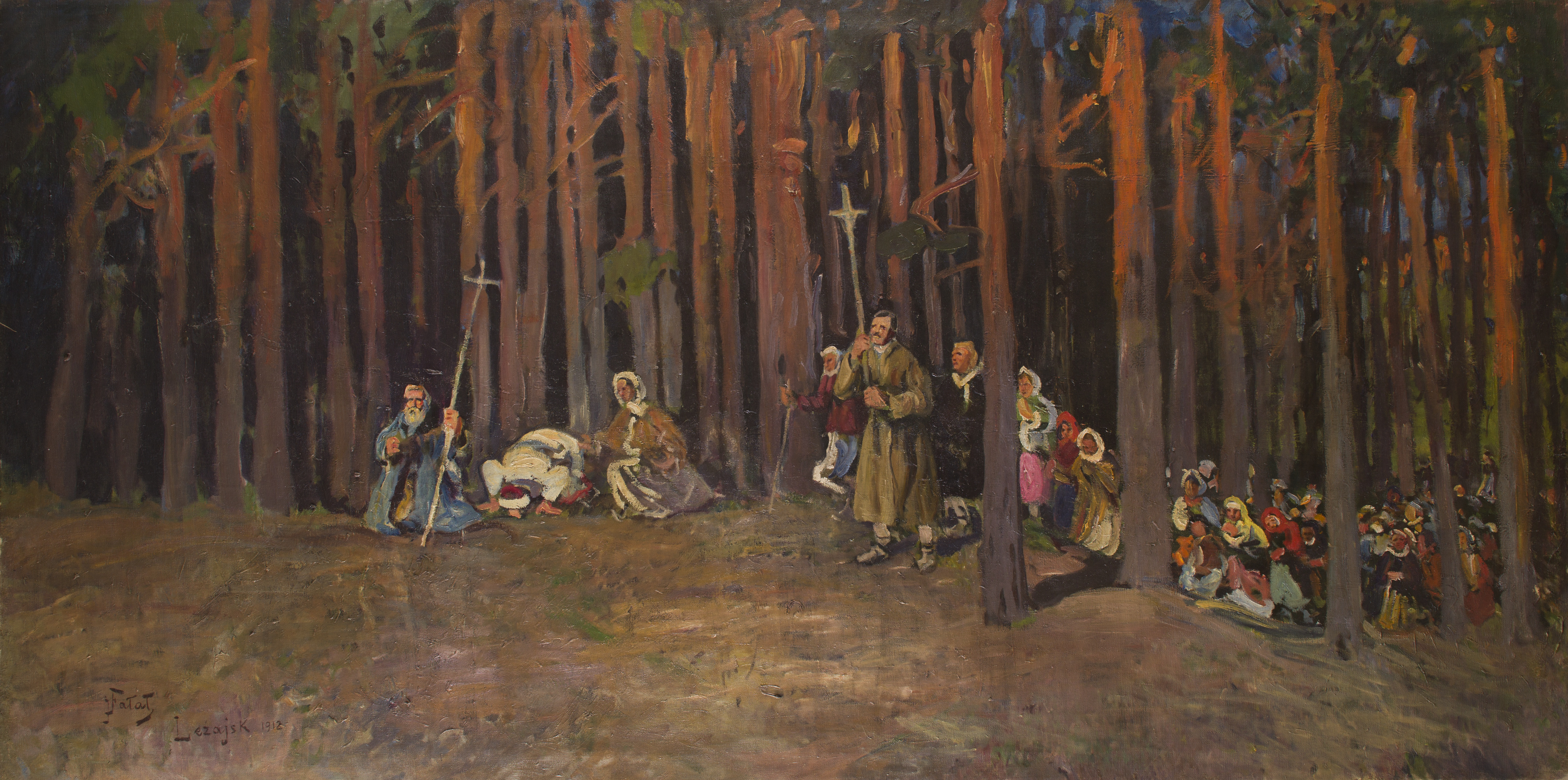
Kompania, 1912
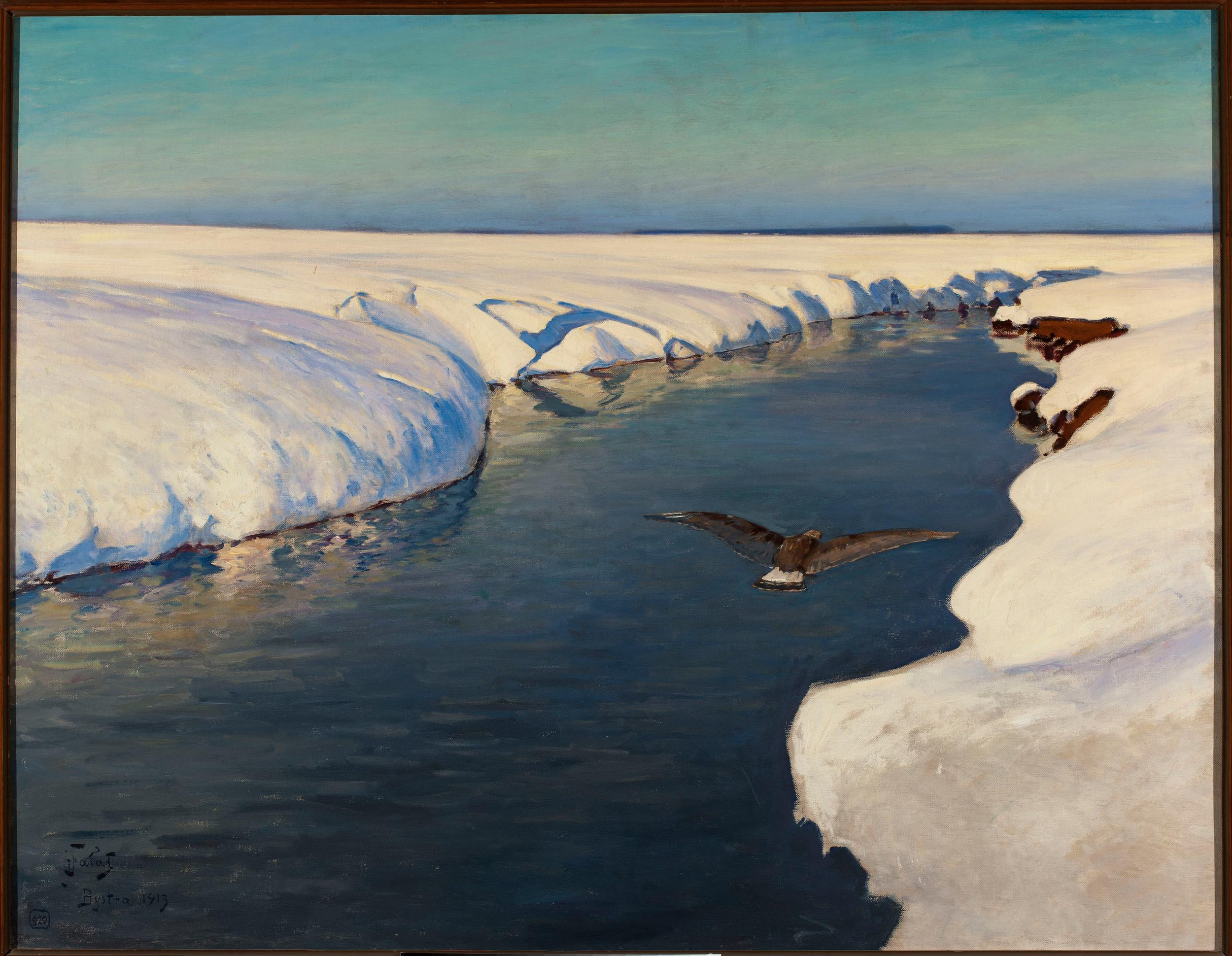
Pejzaż zimowy z rzeką i ptakiem, 1913
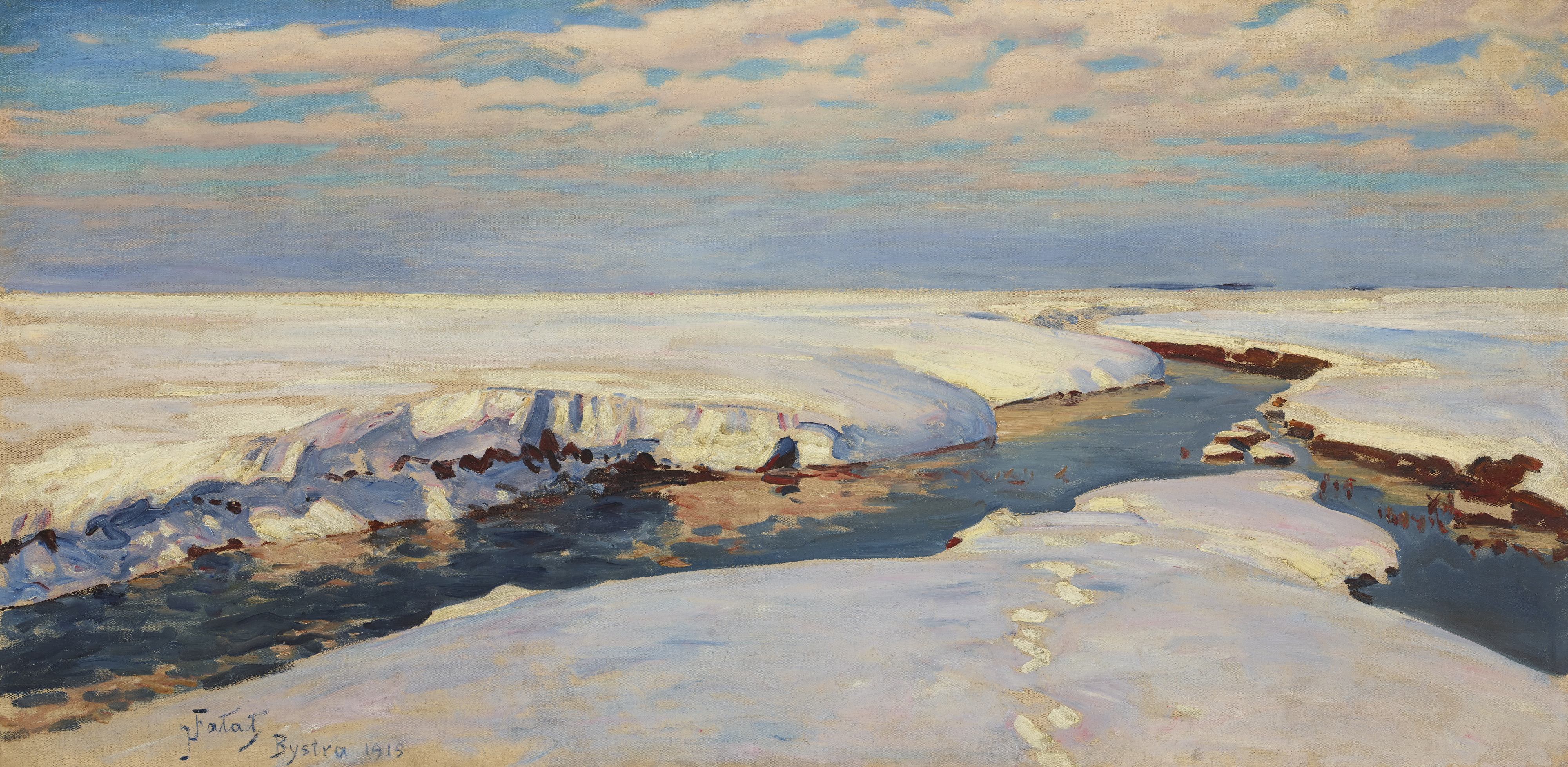
Krajobraz zimowy, 1915, Muzeum Narodowe w Krakowie